# Bystrá (Brezno)
Bystrá es un municipio del distrito de Brezno en la región de Banská Bystrica, Eslovaquia, con una población estimada a final del año 2024 de 152 habitantes.
Se encuentra ubicado al noreste de la región, cerca del curso alto del río Hron —un afluente izquierdo del Danubio— y de la frontera con las regiones de Žilina y Prešov.

## Demografía
| Año        | 1994 | 2004     | 2014   | 2024     |
| ---------- | ---- | -------- | ------ | -------- |
| Población  | 231  | 200      | 193    | 152      |
| Diferencia |      | −13,41 % | −3,5 % | −21,24 % |

| Año        | 2023 | 2024    |
| ---------- | ---- | ------- |
| Población  | 148  | 152     |
| Diferencia |      | +2,70 % |